# Űrszekerek II: A Khan bosszúja
Az Űrszekerek II: A Khan bosszúja vagy Star Trek II: Khan haragja (eredeti cím: Star Trek II: The Wrath of Khan) (Paramount Pictures, 1982) a második mozifilm, ami a népszerű Star Trek tudományos-fantasztikus tévésorozaton alapul. A Star Trek-filmek közül ez az egyik legsikeresebb.

## Szereplők
| Szerep                               | Színész           | Magyar hangja (1. szinkron) |
| ------------------------------------ | ----------------- | --------------------------- |
| James T. Kirk kapitány               | William Shatner   | Szersén Gyula               |
| Spock elsőtiszt, tudományos tiszt    | Leonard Nimoy     | Rajhona Ádám                |
| Dr. Leonard McCoy hajóorvos          | DeForest Kelley   | Dobránszky Zoltán           |
| Montgomery Scott főgépész            | James Doohan      | Láng József                 |
| Hikaru Sulu kormányos                | George Takei      | Felföldi László             |
| Pavel Chekov elsőtiszt (USS Reliant) | Walter Koenig     | Cs. Németh Lajos            |
| Uhura kommunikációs tiszt            | Nichelle Nichols  | Zsolnai Júlia               |
| Dr. Carol Marcus                     | Bibi Besch        | Menszátor Magdolna          |
| Dr. David Marcus                     | Merritt Butrick   | Lippai László               |
| Clark Terrell kapitány (USS Reliant) | Paul Winfield     | Csikos Gábor                |
| Saavik hadnagy                       | Kirstie Alley     | Kiss Erika                  |
| Khan Noonien Singh                   | Ricardo Montalbán | Tolnai Miklós               |
| Joachim, Khan segédje                | Judson Scott      | Jakab Csaba                 |

## Történet
A film a Star Trek eredeti sorozata egyik epizódján, a Space Seeden (Írmag az űrben) alapul. Az epizódban az Enterprise csillaghajó legénysége egy régi hibernációs hajót talál, fedélzetén Khan Noonien Singh és csatlósai tartózkodnak. Khan a huszadik század genetikai technológiájának csúcspéldánya, egy szuperintelligens és emberfeletti erejű augment (Nemesített). Khan vezette az augment seregeket az eugenikus háborúban, majd miután legyőzték, leghűségesebb katonáival a Botany Bay hibernációs hajón elmenekültek. Két évszázaddal később megszállják az Enterprise csillaghajót, de Kirk kapitány legyőzi, őket és az augmenteket száműzik a Ceti Alpha V bolygóra.
Innen kezdődik a film cselekménye. Évtizedek telnek el, Kirköt admirálissá nevezik ki, és a Csillagflotta-akadémián oktat. Kirk egy hajószimulátorban oktatja kadétjait, a megoldhatatlan Kobayashi Maru tesztprogramot futtatva. A tesztet egy ember volt csak képes megoldani, és csak csalással, ez maga Kirk volt, még kadét korában. A szimulátor-Enterprise hídján a vulkáni-romulán Saavik hadnagy parancsnokol, és képtelen megoldani a Kobayashi Maru programot.
Mindeközben a USS Reliant (NCC-1864) Miranda osztályú kutatóhajó a Genezis projekt végcéljául szolgáló bolygót, a Ceti Alpha VI-ot kutatja, dr. Carol Marcus utasítására. A projekt célja: M típusú, lakható bolygót teremteni akármilyen lakhatatlan planétából. A bolygó átvizsgálása közben Terrell kapitány és társa, az Enterprise korábbi biztonsági főnöke, Chekov első tiszt egy űrhajó roncsait találja meg, a Botany Bay az. Chekov felismeri a roncsokat, s menekülnének, ám Khan és Augmentjei elfogják őt és Terrell kapitányt. Khan elmagyarázza, hogy a bolygó, melyen tartózkodnak a Ceti Alpha V, élővilágát azonban elpusztította a szomszédos Ceti Alpha VI bolygó felrobbanása. Khan és emberei csak nagy nehézségek árán maradtak életben a bolygón. Khan rájön, hogy Chekovék összetévesztették a bolygókat, ezért érdekli, hogy miért jöttek ide, de mivel vonakodnak válaszolni, egy parazitával manipulálja áldozatai agyát, így megtudja, hogy Terrell és Chekov miért vannak a bolygón.
Kirk admirális csapata és gyakorló legénysége ezalatt az Enterprise fedélzetén próbautat tart. Adás érkezik dr. Carol Marcustól, aki nem érti, hogy a Reliant miért kéri az ő űrlaboratóriumuktól a Genezis gép átadását. Miután az adás hirtelen megszakad, Kirk átveszi az Enterprise irányítását Spocktól és dr. Marcus Regula Bázisa felé veszik az irányt. Útközben találkoznak a Reliant csillaghajóval, mely látszólag kommunikációra képtelen. Kirk gyanút fog, de későn, s a Khan irányítása alatt álló Reliant tüzet nyit a gyanútlan Enterprise-ra. A Reliant fézerágyúi feltépik az Enterprise páncélzatát, kárt tesznek a térhajtómű-reaktorban, a hajó súlyos károkat szenved. Khan Kirk megadását követeli, Kirk azonban egy ügyes trükkel az Enterprise számítógépén keresztül, feltöri a Reliant számítógépeit és kikapcsolja annak védőpajzsát. Az Enterprise utolsó energiáival kárt okoz a Reliant rendszereiben, így az visszavonul. Az Enterprise lassan eléri a Regula laboratóriumot. Kirk megadja a parancsot, hogy az Enterprise induljon el egy csillagbázisra, sérüléseit kijavítandó.
A Regula laboratóriumba sugározván Kirk és felderítő csapata szörnyű mészárlás nyomait találja, a számítógépek memóriabankjait is kitörölték, s a maradék adatok szerint még a Regula bolygóra is sugároztak valamit. Megtalálják Terrell kapitányt és Chekovot is, majd követik a koordinátákat, s egy barlangba érkeznek, ahol Kirk találkozik egykori kedvesével, dr. Carol Marcusszal és fiukkal, Daviddel. Az agymosott Terrell kapitány és Chekov Kirk ellen fordul, ám igazi személyiségük felülkerekedik a paraziták által okozott sugallatokon. Terrell öngyilkos lesz, Chekov teste pedig kiveti a parazitát. Khan ekkor felveszi a kapcsolatot Kirkkel. Kirk kihívja egy mindent eldöntő párbajra, ám Khan egy szó nélkül feltranszportálja a Reliantra a barlangban őrzött Genezis gépet. Elmondja, hogy hagyja Kirköt meghalni a Regula bolygón, ahogyan Kirk is otthagyta a halott Ceti Alpha V-ön.
Carol szerint a Genezis gép első fázisa édenkertet alakított ki a barlangból, s valóban, beljebb érve egy trópusi világot találnak a Csillagflotta tisztjei. Így nem pusztulnának éhen. Kirk azonban tudja, hogy nem maradnak a Regula bolygón, Spock valójában nem indult az Enterprise csillaghajóval a javítóbázisra, csak félrevezették Khant, s felsugározzák Kirkéket a hajóra.
Az Enterprise a Mutara csillagködbe csalja az őket üldöző Reliantet. A köd megzavarja a hajók érzékelőit, így csak Chekov pontos célzásának köszönhetően kerekednek felül Khan hajóján. A szétroncsolt Reliant fedélzetén Khan aktiválja a Genezis gépet. Kirk parancsot ad térváltásra, de a hajó reaktora károsodott és ez lehetetlen. Spock ezt hallván a reaktortérbe megy, vulkáni szervezete ugyanis tovább ellenáll a sugárzásnak, mint az emberi szervezet. Képes működésbe hozni a reaktort, az Enterprise teret vált, épp, mikor a Genezis gép aktiválódik. A gép a Reliantból és a Mutara ködből egy új bolygót alkot.
Kirk a haldokló Spockhoz rohan, de elválasztja őket a reaktortér átlátszó védőfala. Spock megvallja örök barátságát Kirkhöz, s utolsó szavaival „Hosszú és eredményes életet!” kíván neki. A romos Enterprise túlélő legénysége a legnagyobb tiszteletadással vesz búcsút Spocktól, akinek holttestét egy kapszulában az újonnan született bolygó felszínére lövik. A ceremónia végeztével az Enterprise hazaindul.

## A Reliant
A USS Reliant volt az első filmen megjelent föderációs csillaghajó, amely külsejében jelentősen eltért az addig uralkodó Constitution osztályú hajók külsejétől, bár a főbb alkatrészei azonosak, őt aztán a Miranda osztályú hajók közé sorolták. Az alulra szerelt hajtóműgondolák és a hajtóműszekció hiánya a legjellemzőbb ismertetőjelei, ezeken kívül a hiány miatt, tatnál bővített parancsnoki-szekció és a fenti, pilonokon ülő torpedóvetők is a sajátjai (bár ez utóbbi később, más változatnál hiányzik). Erre azért volt szükség, hogy az Enterprise és a Reliant számos közös csatajeleneteiben egyértelműen meg lehessen különböztetni a két hajót. A hajót Joe Jennings, Mike Minor, és Lee Cole látványtervezők készítették a fejlesztett Constitution osztályú Enterprise alkatrészei alapján. Még a parancsnoki híd is azonos az Enterprise-éval, csak némi minimális különbséget eszközöltek, miközben az Enterprise hídját főleg balról, a Reliantét pedig főleg jobbról filmezték. Nem világos, hogy a Reliant is fejlesztett osztályú hajók közé tartozik e, ahogy a Constitution osztály, aminek az alkatrészeiből készült, vagy új osztály, mindenesetre Star Trek képregényekben szerepel régi kinézetű Miranda osztály is, ahogy az eredeti Constitution osztály is kinézet a felújítás előtt. A hajótípus bevált modell lett, feltehetően a spórolás miatt döntöttek úgy, hogy a Miranda osztályt az ez utáni Star Trek produkciókban is rendszeresen szerepeltetik, még száz évvel a Khan haragjának cselekménye után is.

## Kiadások
Magyarországon ez volt az első megjelent Star Trek produkció, ami szinkronnal (méghozzá jó minőségű szinkronnal) jelent meg, VHS-en. A később DVD-n is kiadott mozifilmek közül az eredeti legénységgel készült filmek nem rendelkeznek szinkronnal, így a Khan haragja sem.
A film elején a magyar változatban az alcímet „A Khan bosszúja”-ként említik, majd az utána megjelenő feliratot, mely szerint „Történik a 23. században” tévesen „Történik 2300-ban”-nak fordították, így pont egy évszázadot tévedtek.

## Érdekességek
A Khan haragjának matematikai vonatkozása is van. Ez volt az első filmek egyike, amelyben egy teljes – szereplők nélküli – jelenetet számítógép  generálta látvány adott. Jim Veilux, a film látványfelelőse (special effects supervisor) a Csillagok háborúja trilógiához a Lucasfilm komputergrafikai részlegénél készült anyagok ismeretében erre a cégre bízott bizonyos, igényesnek tervezett jelenetek megalkotását. A kb. egyperces jelenetben egy kitalált bolygó, a Ceti csillagkép Ceti Alpha VI-os jelzésű égitestén mutatták be annak felszínét. A Ceti Alpha VI felszínét számítógéppel rajzolták meg.
Ez akkoriban nem volt könnyű feladat: a játékok és más számítógépes programok esetleges természeti tájakat igénylő háttereit háromszögekből álló felületű poligonokból rajzolták meg, de az akkori gépek teljesítménye túl kicsi volt ahhoz, hogy ez a módszer a rajzfilmszerű minőségnél jóval hihetőbb élethűséget biztosító több millió háromszögpoligont, remény legyen renderelni. Még a Lucasfilms programozói sem tudták biztosan, hogy fogják megoldani a feladatot. Azonban egyikük, Loren Carpenter, 1978-ban betérvén egy könyvesboltba, meglátta Benoit Mandelbrot egyik könyvét (Fraktálok – forma, esély és dimenzió) a fraktálokról, a természetet leíró pofonegyszerű (csekély rendszererőforrást igénylő) iterációs algoritmusokkal szemléltethető alakzatairól. Carpenter – aki persze azonnal megvette és végigolvasta a könyvet –  belátta, hogy ez lehet a megoldás, és így végül elkészült a kérdéses jelenet, és látható a film véglegesre vágott moziváltozatában is. A programozók nemsokára elhagyták a Lucasfilmst, és megalapították a híressé vált, Pixar Studios nevű komputeranimációs céget.